# FA Cup 1963-1964
La FA Cup 1963-1964 è stata l'ottantatreesima edizione della competizione calcistica più antica del mondo. È stata vinta dal West Ham, vincitore della finale disputata contro il Preston.

## Incontri

### Sedicesimi di finale
Gli incontri sono stati disputati il 25 gennaio 1964. Le ripetizioni degli si sono svolte tra il 27 e il 29 gennaio 1964.
|                | Risultato |                   | Prima ripetizione |  |
| -------------- | --------- | ----------------- | ----------------- |  |
| Burnley        | 2 - 1     | Newport County    |                   |  |
| Liverpool      | 0 - 0     | Port Vale         | 2 - 1             |  |
| Blackburn      | 2 - 0     | Fulham            |                   |  |
| Bolton         | 2 - 2     | Preston N.E.      | 1 - 2             |  |
| West Bromwich  | 3 - 3     | Arsenal           | 0 - 2             |  |
| Sunderland     | 6 - 1     | Bristol City      |                   |  |
| Sheffield Utd  | 1 - 1     | Swansea City      | 0 - 4             |  |
| Ipswich Town   | 1 - 1     | Stoke City        | 0 - 1             |  |
| Barnsley       | 2 - 1     | Bury              |                   |  |
| Manchester Utd | 4 - 1     | Bristol Rovers    |                   |  |
| Chelsea        | 1 - 2     | Huddersfield Town |                   |  |
| Bedford Town   | 0 - 3     | Carlisle Utd      |                   |  |
| Leeds Utd      | 1 - 1     | Everton           | 0 - 2             |  |
| Aldershot      | 1 - 2     | Swindon Town      |                   |  |
| Leyton Orient  | 1 - 1     | West Ham Utd      | 0 - 3             |  |
| Oxford Utd     | 2 - 2     | Brentford         | 2 - 1             |  |

### Ottavi di finale
Gli incontri si sono svolti il 15 febbraio 1964. La ripetizione dell'incontro Stoke City - Swansea City si è disputata il 18 febbraio 1964.
|              | Risultato |                   | Prima ripetizione |  |
| ------------ | --------- | ----------------- | ----------------- |  |
| Burnley      | 3 - 0     | Huddersfield Town |                   |  |
| Preston N.E. | 1 - 0     | Carlisle Utd      |                   |  |
| Sunderland   | 3 - 1     | Everton           |                   |  |
| Swindon Town | 1 - 3     | West Ham Utd      |                   |  |
| Barnsley     | 0 - 4     | Manchester Utd    |                   |  |
| Arsenal      | 0 - 1     | Liverpool         |                   |  |
| Stoke City   | 2 - 2     | Swansea City      | 0 - 2             |  |
| Oxford Utd   | 3 - 1     | Blackburn         |                   |  |

### Quarti di finale
Gli incontri si sono svolti il 29 febbraio 1964. Le ripetizioni dell'incontro Manchester United - Sunderland si sono disputate il 4 e il 9 marzo 1964.
|                | Risultato |              | Prima ripetizione | Seconda ripetizione |  |
| -------------- | --------- | ------------ | ----------------- | ------------------- |  |
| Liverpool      | 1 - 2     | Swansea City |                   |                     |  |
| West Ham Utd   | 3 - 2     | Burnley      |                   |                     |  |
| Manchester Utd | 3 - 3     | Sunderland   | 2 - 2             | 5 - 1               |  |
| Oxford Utd     | 1 - 2     | Preston N.E. |                   |                     |  |

### Semifinali
Gli incontri si sono svolti il 14 marzo 1964.
|              | Risultato |                |  |
| ------------ | --------- | -------------- |  |
| Preston N.E. | 2 - 1     | Swansea City   |  |
| West Ham Utd | 3 - 1     | Manchester Utd |  |

### Finale
| Arbitro: | Arthur Holland |

|                                                                               |            |                                                                                |
| Sissons 11’ Hurst 52’ Boyce 90’                                               | Marcatori  | 10’ Holden 40’ Dawson                                                          |
| Standen Bond Burkett Bovington Brown Moore Brabrook Boyce Byrne Hurst Sissons | Formazioni | Kelly Ross Smith Lawton Singleton Kendall Wilson Ashworth Dawson Spavin Holden |
| Ron Greenwood                                                                 | Allenatori | Jimmy Milne                                                                    |